# Suárez-Nunatak
Der Suárez-Nunatak (in Argentinien Nunatak San Juan) ist ein 830 m hoher Nunatak im westantarktischen Queen Elizabeth Land. Er ragt 8 km nordwestlich des Mount Ferrara in den Panzarini Hills der Argentina Range in den Pensacola Mountains auf.
Der United States Geological Survey kartierte ihn anhand eigener Vermessungen und mithilfe von Luftaufnahmen der United States Navy zwischen 1956 und 1967. Das Advisory Committee on Antarctic Names benannte ihn nach Captain Jorge Suárez von den Streitkräften Argentiniens, diensthabender Offizier auf der Ellsworth-Station von 1959 bis 1961. Der Hintergrund der argentinischen Benennung ist nicht überliefert.